# تاترا تی۸۱۵
تاترا تی۸۱۵ (Tatra T۸۱۵) خودرویی است که از سال ۱۹۸۳ تا کنون توسط تاترا در موراوی و جمهوری چک تولید شده‌است. است.
موتور آن دیزل تنفس طبیعی یا توربورشارژر
تاترا (هوا خنک)
V۸ (۱۲٫۶ L) ۱۹۸۳-کنون
V۱۰ (۱۵٫۸ L)۱۹۸۳-کنون
V۱۲ (۱۹٫۰ L) ۱۹۸۳-کنون

دویتس
V۶ (۱۱٫۹ L)
V۸ (۱۵٫۸ L)

کامینز
L۱۰ (۱۰٫۰ L)
M۱۱ (۱۰٫۸ L)
ISM (۱۰٫۸ L)
ISL (۸٫۹ L)
ISB (۵٫۹ L)

کاترپیلار
C۱۳ (۱۲٫۵ L)
C۱۵ (۱۵٫۲ L)
C۱۸ (۱۸٫۱ L)

دیترویت دیزل
۶۰۶۷SK۶۰ (۱۱٫۱ L)

ام‌تی‌یو
V۱۲ (۱۸۳TD۲۲۴)(۲۲٫۵ L) سی‌سی سیستم جعبه‌دندهٔ آن به دو صورت خودکار و دستی است.